# 조선민주주의인민공화국 국가검열위원회
국가검열위원회(國家檢閱委員會)는 1948년 9월 설립된 조선민주주의인민공화국 내각의 중앙 행정 부처이며  오늘날 대한민국 검찰에 해당되며 감찰업무도 관장한다. 1948년 내각 산하기구인 국가검열성(國家檢閱省)으로 설립되었으며, 1959년 8월 폐지되면서 업무가 최고검찰소로 이관되었다가 1960년에 다시 부활하였다. 1972년 헌법 개정과 함께 국가검열위원회로 명칭이 변경되었다.

## 연혁
- 1948년 9월 - ‘국가검열성’ 신설
- 1959년 8월 - ‘국가검열성’ 폐지
- 1960년 - ‘국가검열성’ 재설치
- 1972년 - 중앙인민위원회 직할‘국가검열위원회’로 명칭 변경
- 1998년 9월 - 내각 산하 ‘국가검열성’로 명칭 변경

## 역대 상, 부상

### 역대 국가검열상
1기(국가검열성 국가검열상)
- 김원봉(1948년 9월 2일 ~ 1952년 2월 29일)
- 리승엽(1952년 2월 29일 ~ 1953년 8월 3일)
  - 홍기황(1952년 10월 8일 ~ 1953년 1월 16일, 직무대리)
  - 김광협(1953년 1월 16일 ~ 1953년 8월 3일, 직무대리)
- 김원봉(1953년 8월 3일 ~ 1955년 11월 29일)
- 석산(일명 김희선, 1955년 11월 29일 ~ 1956년 1월 6일)
- 리효순(1956년 1월 6일 ~ 1957년 9월 20일)
- 박문규(1957년 9월 20일 ~ 1959년 5월 28일)

2기(국가검열성 국가검열상)
- 김광협(1960년 2월 29일 ~ 1962년 10월 23일)
- 김익현(아명 김익선) : (1962년 10월 23일 ~ 1966년 11월 22일)
- 김광협(1966년 11월 22일 ~ 1967년 12월 16일)
- 김익현(1967년 12월 16일 ~ 1972년 2월 29일)

3기(정무원 내각 국가검열위원장)
- 김영주(1972년 2월 29일 ~ 1974년 11월 22일)
- 김의순(金義淳) : (1974년 11월 22일 ~ 1981년 8월 25일)
- 김익현(1981년 8월 25일 ~ 1984년 2월 29일)
- 김의순(金義淳) : (1984년 2월 29일 ~ 1985년 12월 19일)
- 김익현(1985년 12월 19일 ~ 1986년 12월 18일)
- 김의순(金義淳) : (1986년 12월 18일 ~ 1997년 12월 18일)
- 변영립 (1997년 12월 18일 ~ 1998년 9월 1일)

4기(정무원 내각 국가검열위원회 대표위원장 겸 국가검열상)
- 김의순(金義淳) : 1998년 9월 1일 ~ 1998년 9월 8일
  - 김광린 : 1998년 9월 8일 ~ 1998년 9월 15일 (직무대리)
- 김의순(金義淳) : 1998년 9월 15일 ~ 2002년 2월 15일
  - 김격식 : 2002년 2월 15일 ~ 2002년 4월 12일 (직무대리 1기)
- 김의순(金義淳) : 2002년 4월 12일 ~ 2003년 9월 3일
  - 김격식 : 2003년 9월 3일 ~ 2003년 9월 24일 (직무대리 2기)
- 김의순(金義淳) : 2003년 9월 24일 ~ 2009년 4월 9일
  - 변인선 : 2009년 4월 9일 ~ 2009년 4월 30일 (직무대리)
- 김의순(金義淳) : 2009년 4월 30일 ~ 2010년 2월 15일
- 장기호 : 2010년 2월 15일 ~ 현재

### 역대 부상
1기(국가검열성 부상)
- 리승엽 : 1948년 9월 2일 ~ 1952년 2월 29일
- 홍기황 : 1952년 2월 29일 ~ 1953년 1월 16일
- 김광협 : 1953년 1월 16일 ~ 1953년 11월 22일
- 백학림 : 1953년 11월 22일 ~ 1957년 9월 20일
- 김광협 : 1957년 9월 20일 ~ 1959년 5월 28일

2기(국가검열성 부상)
- 백학림 : 1960년 2월 29일 ~ 1967년 12월 16일
- 김봉률(아명 김창봉) : 1967년 12월 16일 ~ 1972년 2월 29일

3기(정무원 내각 국가검열위원회 부위원장)
- 태병렬 : 1972년 2월 29일 ~ 1983년 3월 22일
- 김중린 : 1983년 3월 22일 ~ 1984년 2월 29일
- 려춘석 : 1984년 2월 29일 ~ 1994년 10월 6일
- 리재일 : 1994년 10월 6일 ~ 1998년 9월 1일

4기(정무원 내각 국가검열위원회 부대표위원장)
- 김광린 : 1998년 9월 1일 ~ 2002년 1월 8일
- 김격식 : 2002년 1월 8일 ~ 2006년 1월 25일
- 변인선 : 2006년 1월 25일 ~ 2010년 2월 15일

## 같이 보기
- 민족보위성
- 인민보안성